# Министерство финансов Латвии
Министерство финансов Латвийской Республики является ведущим институтом государственного управления в финансовом секторе. Его основными задачами являются разработка финансовой политики, организация и координация реализации финансовой политики и выполнение других функций, указанных во внешних нормативных актах. Министерство финансов возглавляется министром финансов на политическом уровне. Первым министром финансов Временного правительства Латвии был Карлис Пуриньш (1918-1919). Днём основания Министерства финансов Латвийской Республики считается 19 ноября 1918 года, когда Народный совет одобрил полномочия Временного правительства Латвии.

## История строительства здания министерства
Министерство финансов находится в специально построенном здании на улице Смилшу, 1 в Старой Риге. Архитектор Александр Клинклав, которому была поручена окончательная разработка проекта и управление работами, занял первое место в 1936 году в Новом конкурсе дизайна. Строительные работы продолжались с 1937 по 1940 год, и до начала Второй мировой войны он не был завершён, хотя в течение неполного рабочего дня министерство было перенесено в здание 9 февраля 1940 года.

## Функции министерства
Функции и задачи Министерства финансов определяются его уставом. Руководство министерством осуществляет также государственный секретарь. Основными задачами госсекретаря являются организация разработки отраслевой политики и стратегий, реализация отраслевой политики, управление административной работой учреждения и организация реализации функций министерства. Субординация Министерства состоит из Центрального агентства по финансам и контрактам, Бюро мониторинга закупок, Контрольной инспекции по лотереям и азартным играм, Казначейства и Службы государственных доходов.